# استیو هگ
استیو هگ (انگلیسی: Steve Hegg؛ زادهٔ ۳ دسامبر ۱۹۶۳) دوچرخه‌سوار اهل ایالات متحده آمریکا است.
وی در مسابقات کشوری و بین‌المللی در مجموع برندهٔ ۱ مدال طلا، ۱ مدال نقره شده‌است.